# هوراس أيفوري
هوراس أيفوري (بالإنجليزية: Horace Ivory)‏ هو لاعب كرة قدم أمريكية أمريكي، ولد في 8 أغسطس 1954 في فورت وورث في الولايات المتحدة.

## وصلات خارجية
- هوراس أيفوري على موقع مرجع كرة القدم المحترفة.كوم (الإنجليزية)